# NGC 4331
NGC 4331 este o galaxie situată în constelația Dragonul. A fost descoperită în 12 decembrie 1797 de către William Herschel. Se află la o distanță de 20,51 de megaparseci de Pământ.